# 18-as busz (Kaposvár)
A kaposvári 18-as busz a Belváros és a toponári Szabó Pál utca között közlekedik, érintve a Kaposvári Egyetem központi campusát. Ez Kaposvár egyik leghosszabb buszjárata. Az útvonala megegyezik az Egyetemig közlekedő 8E jelzésű busz útvonalával, és a 8-as busz útjától is csak az Egyetem után, Toponár központjában válik szét. A buszvonalat a Kaposvári Közlekedési Zrt. üzemelteti.

## Útvonal
A táblázatban az autóbusz-állomásról induló irány látható.
| Útvonal                |
| ---------------------- |
| Helyi autóbusz-állomás |
| Fő utca                |
| Hősök tere             |
| Mező utca              |
| Dr. Guba Sándor utca   |
| Toponári út            |
| Orci út                |
| Erdei Ferenc utca      |
| Szabó Pál utca         |

## Megállóhelyek
A táblázatban a megállók az állomásról induló irány szerint vannak felsorolva.
| Megálló                          | Össz. km (oda) | Össz. idő (oda) | Össz. km (vissza) | Össz. idő (vissza) | Átszállási lehetőség                                                        | A közelben található |
| -------------------------------- | -------------- | --------------- | ----------------- | ------------------ | --------------------------------------------------------------------------- | --- |
| Helyi autóbusz-állomás           | 0              | 0               | 7,9               | 21                 | 1, 3, 4, 5, 6, 7, 8, 8B, 8E, 8Y, 9, 10, 11, 11Y, 12, 13, 14, 15, 31, 81, 91 | Polgármesteri Hivatal, Járási Hivatal, Szivárvány Kultúrpalota, Corso Bevásárlóközpont, Retro Club, Somogy Áruház, Rippl-Rónai Múzeum, Somogy Megyei Levéltár, Somogy Megyei Önkormányzat, Távolsági autóbusz-állomás, Rendelőintézet, Szarvas Üzletház, Vasútállomás |
| Vasútállomás                     | 0,7            | 2               | -                 | -                  | 6, 7, 8, 8B, 8E, 8Y, 9, 10, 81, 91                                          | Vasútállomás, Posta, Csiky Gergely Színház, TIT, Magyar Államkincstár, SZÜV-székház, Somogyterv Irodaház, KSH, Nagypiac |
| Fő u. 48.                        | 1,2            | 4               | -                 | -                  | 7, 8, 8B, 8E, 8Y, 9, 81, 91 Tallián Gy. u. 4.: 10                           | Kodály Zoltán Központi Általános Iskola; Munkaügyi Központ, Kereskedelmi és Iparkamara; Dél-Dunántúli Regionális Fejlesztési Ügynökség; Zichy Mihály Iparművészeti, Ruhaipari Szakképző Iskola és Kollégium |
| Fő u. 37-39.                     | -              | -               | 7,3               | 17                 | 7, 8, 8B, 8E, 8Y, 9, 91 Széchenyi tér: 10, 12, 81                           | Kaposvári Ruhagyár Rt. egykori épülete, Kodály Zoltán Központi Általános Iskola, Munkaügyi Központ, Hotel Dorottya****, Corso Étterem, OTP Igazgatóság, Somogy Megyei Kormányhivatal, Somogy TV, Magyar Nemzeti Bank egykori székháza, Bevándorlási és Állampolgársági Hivatal, Táncsics Mihály Gimnázium, Főposta (Postapalota), Óvoda, Agóra - Együd Árpád Kulturális Központ, Takáts Gyula Megyei és Városi Könyvtár |
| Hársfa utca                      | 1,5            | 5               | 6,9               | 16                 | 7, 8, 8B, 8E, 8Y, 9, 81, 91                                                 | Kaposi Mór Oktató Kórház, Kaposvári Nyomda, Rippl-Rónai József Közlekedési Szakképző Iskola és Kollégium |
| Hősök temploma                   | 2,1            | 6               | 6,4               | 15                 | 7, 8, 8B, 8E, 8Y, 27, 81                                                    | Hősök temploma, Keleti temető, Zsidó temető, Rákóczi Stadion, Kaposvári malom, Kaposvári cukorgyár, ÉDOSZ Művelődési Ház, Orvosi rendelők, Óvoda, Posta, Delta udvar |
| Mező utcai csomópont             | 2,8            | 8               | 5,7               | 13                 | 8, 8B, 8E, 20, 20A, 23, 26, 81                                              | Keleti temető, ipari telephelyek, nagykereskedések |
| Izzó utca                        | 3,2            | 9               | 5,3               | 12                 | 8, 8E, 23                                                                   | Videoton Ipari Park, ipari telephelyek, nagykereskedések |
| Guba Sándor u. 57.               | 3,4            | 10              | 5,1               | 11                 | 8, 8E, 23                                                                   | E.ON Kaposvári Régióközpont, ipari telephelyek, nagykereskedések |
| Guba Sándor u. 81.               | 4,1            | 11              | 4,4               | 10                 | 8, 8E, 23                                                                   | Vízmű, ipari telephelyek, nagykereskedések |
| Villamossági Gyár                | 4,6            | 12              | 3,9               | 9                  | 8, 8E, 23                                                                   | Vízmű, Villamossági Gyár, ipari telephelyek, nagykereskedések |
| Kaposvári Egyetem                | 5,3            | 14              | 3,3               | 7                  | 8, 8E, 23                                                                   | Kaposvári Egyetem: Állattudományi Kar, Gazdaságtudományi Kar, Pedagógiai Kar, Egészségügyi Centrum, Pannon Lovasakadémia; Móricz Zsigmond Mezőgazdasági Szakképző Iskola |
| Toponár, posta                   | 6,1            | 16              | 2,3               | 5                  | 8                                                                           | Posta, Általános Iskola, Óvoda, Szentháromság-templom, Deseda |
| Toponár, Orci úti elágazás       | 6,8            | 17              | 1,5               | 4                  | 8                                                                           | Általános Iskola, Óvoda, Gyógyszertár, Kálvária |
| Orci út                          | 7,4            | 19              | 0,9               | 2                  | o8                                                                          | Vasútállomás, GYIVI, Kálvária |
| Erdei Ferenc utca                | 8              | 20              | -                 | -                  | o8                                                                          | |
| Toponár, Szabó Pál utcai forduló | 7,9            | 20              | 0                 | 0                  | o8                                                                          | |

## Menetrend
- Aktuális menetrend Archiválva 2013. november 14-i dátummal a Wayback Machine-ben
- Útvonaltervező[halott link]